# Startgewicht
Startgewicht (ook wel aangeduid als maximaal startgewicht of in het Engels Maximum Takeoff Weight of MTOW) is een term uit de luchtvaart. Het geeft een gecertificeerde waarde aan voor het vliegtuig, en is niet afhankelijk van (lokale) condities zoals de status en lengte van de startbaan en atmosferische condities zoals windsnelheid en -richting, luchttemperatuur en luchtdruk. Al deze omstandigheden hebben wel een invloed op het maximale toegestane gewicht van het toestel om op dat moment op te stijgen: dit wordt dan uitgedrukt in maximaal toegestane startgewicht of maximum allowed takeoff weight.

## Certificatie
Het maximale startgewicht is onderdeel van de toelatings-certificaat van een toestel. Voor het bepalen van het startgewicht moet aangetoond zijn dat aan alle luchtwaardigheidseisen voldaan wordt met dit (maximale) startgewicht.

### Meerdere startgewichten
Vooral bij de grotere toestellen kan één bepaald type verschillende startgewichtwaarden hebben: door aanpassingen aan het toestel is het bijvoorbeeld mogelijk om een toestel goedgekeurd te hebben voor een hoger maximaal startgewicht dan het standaard toestel, bijvoorbeeld door een zwaarder landingsgestel te gebruiken.
Luchtvaartmaatschappijen kiezen er echter niet altijd voor om hun toestellen gecertificeerd te hebben voor het hoogst mogelijke startgewicht omdat de kosten voor landing en luchtverkeersleiding afhankelijk zijn van het maximale startgewicht.

## Maximaal toegestane takeoff-weight
Voor de dagelijkse operatie is het maximaal toegestane of maximum permissable of allowable startgewicht van belang. Deze waarde wordt per vlucht bepaald en is mede afhankelijk van de locatie en omstandigheden van de te gebruiken startbaan. Het startgewicht wordt hierbij gecorrigeerd voor de hoogte boven zeeniveau, de windrichting en -snelheid t.o.v. de startbaan en andere lokale en tijdelijke invloeden.